# 李純祐 (高麗)
李纯佑（12世纪?—1196年3月），是高丽的文臣和政治人物、詩人、作家。儿名请（청），字拔之（발지）。封爵号锦城君。江原道出身。

## 生平
高丽的左仆射李阳植的儿子。 1162年文科狀元及第，高丽毅宗時為文科主试官。以後歷忠州司禄、共译丞兼直翰林院。
他在任職共译丞兼直翰林院期間曾撰文為患乳疮的順德太后祈祷，文中「疮生母乳痛在朕心」一句感動了，此後對李纯佑寵信有加，李纯佑官职也因此一直升进，歷任中书舍人知制诰、右正言、知制诰，国子监祭酒、谏议大夫、翰林学士。银青光禄大夫和国子监大司成、枢密院使、禮部尙书、大将军、上将军兼尙书、太子宾客知制诰、宝文阁大提学，被封爵號'锦城君'。 1191年再次文科是主观，1196年再任国子大司成。同年3月被崔忠献杀害。年齡不祥。

## 家族
- 父 : 李阳植
- 母 : 朴氏
- 子 : 李迪，號'玉溪'
- 4代孫 : 李祿厚(? - ?、歷高丽門下侍中、封'玉泉府院君')